# Сансет (Арканзас)
Сансет (енгл. Sunset) град је у америчкој савезној држави Арканзас.

## Демографија
По попису из 2010. године број становника је 198, што је 150 (-43,1%) становника мање него 2000. године.
| Група             | 2000.       | 2010.       |
| Белци             | 17 (4,9%)   | 8 (4,0%)    |
| Афроамериканци    | 317 (91,1%) | 182 (91,9%) |
| Азијати           | 0 (0,0%)    | 0 (0,0%)    |
| Хиспаноамериканци | 14 (4,0%)   | 6 (3,0%)    |
| Укупно            | 348         | 198         |